# Expérience de hors-corps
Cet article concerne le point de vue psychologique et médical. Pour le concept paranormal, voir Voyage astral.
L’expérience de hors-corps (out-of-body expérience ou OBE en anglais) désigne une expérience vécue par un individu impliquant la sensation de flotter en dehors du corps. À la différence de l'autoscopie où le sujet se voit sans avoir nullement la sensation de quitter son corps, et dont le phénomène est souvent tout à fait ordinaire (reflet dans un miroir, photographie, etc.), et parfois hallucinatoire (voir l'expérience de dédoublement décrite par Goethe dans Poésie et Vérité) dans l'expérience de hors-corps, le sujet prétend avoir aperçu son corps depuis un autre endroit que celui qu'il occupe. 
Diverses études Britanniques ont montré que l’expérience de sortie de corps n’était pas si rare puisque 5 à 10 % de la population générale ferait une sortie de corps au moins 1 fois dans sa vie.
Pour l’heure, il n’y a pas de consensus scientifique pour savoir si la sortie de corps est un phénomène de sortie de la conscience ou une hallucination visuo-somesthésique. Selon le centre ISSNOE il s’agit d’une sortie de la conscience mais d’autres travaux comme ceux de Jason J. Braithwaite ou d’Olaf Blanke (en) appuient la thèse de l’hallucination visuelle et somesthésique.

## Origine de l'expression
Le terme expérience de hors-corps a été pour la première fois utilisé par George N. M. Tyrrell en 1943 dans son ouvrage intitulé Apparitions et a été adopté par des auteurs tels que Celia Green (en) et Robert Monroe comme terme alternatif à ceux de « voyage astral » ou « voyage de l'âme » qui ressortissent à des croyances religieuses, au paranormal ou à la mouvance New Age.

## Description du phénomène
Le médecin Waldo Vieira décrit ce phénomène comme une projection de la conscience,. 
Les expériences de hors-corps peuvent survenir lors de traumatismes crâniens, de privations sensorielles, d'expériences de mort imminente, de prises de produits psychotropes et autres types médicamenteux, de déshydratation, lors du sommeil et par des stimulations électriques de certaines parties cérébrales, notamment. 
Selon Stephen Laberge les expériences de hors-corps sont un type particulier de rêve lucide. 
Nicolas Fraisse, célèbre cas de sortie de corps en France raconte sortir de son corps tous les soirs. Pour lui, la sortie de corps se manifeste par un effet de tourbillon qui n'est pas de l'ordre du visuel, suivi par un flash lumineux. C'est alors que sa conscience sort de son corps pour aller dans différents endroits. Il précise aussi qu'il a, lors d'une sortie de corps, la sensation de posséder un corps mais que celui-ci est sans limite et que la sortie de corps n'est pas seulement une rêverie. Bien qu'il fasse partie de ceux qui peuvent sortir de leurs corps de manière régulière et plus ou moins contrôlée, il précise dans de nombreuses interviews qu'il n'a pas un contrôle absolu puisqu’il faut prendre en compte le facteur émotionnel qui n’est pas toujours contrôlable. La place de l'émotion est souvent décrite dans ce genre d'expérience. L'émotion a une place presque centrale dans ce phénomène. Dans nombre de témoignages, c'est grâce à l'émotion que les sujets rapportent avoir réussi à sortir de leur corps.[réf. nécessaire]
Pour certains c'est une forte émotion positive telle que la sérénité ou le calme qui leur a permis de sortir, pour d'autres c'est un choc émotionnel tel qu'un accident de voiture ou une grande peur.  
On trouve parfois aussi des témoignages de personnes ayant commencé à sortir de leurs corps ou y étant parvenues, et qui à la suite d'une prise de conscience de leur état ont eu peur, ce qui les a immédiatement ramenées dans leurs corps. Concernant le rôle des émotions il n'y a pas de consensus puisqu'il s'agit d'un vécu subjectif.
Un élément souvent rapporté en plus de l’émotion est la sensation d’être aspiré vers le haut alors que le corps est ressenti comme lourd pendant la sortie de corps, puis de retomber dans son corps à la fin de celle-ci.
Les sorties de corps sont souvent des expériences involontaires bien que certains sujets rapportent pouvoir en faire de manière contrôlée et presque à la demande. Selon certains, il est alors possible de contrôler et d'apprendre à réaliser des sorties de corps notamment par des méthodes de méditation. 

### Relation avec le mysticisme et la métaphysique
Il est parfois affirmé que cette expérience indique que l'âme ou l'esprit peut se détacher du corps et « visiter » différents lieux, bien qu'il soit difficile de saisir au juste comment une substance immatérielle pourrait continuer à « voir » sans posséder de dispositifs de perception. De telles conceptions reposent sur des croyances rattachant l'identité personnelle à une substance immatérielle autonome, mais incitent à penser qu'une telle entité percevrait la réalité à la façon d'un corps, ce qui est incohérent malgré le témoignage de ceux qui disent l'avoir vécu.

## Problème de la conscience
Pour la majorité des scientifiques, le dogme est que la conscience est un sous-produit secrété par le cerveau. On parle de conscience localisée au cerveau ou locale. Cette dernière n'a pas le même statut que celui de la pensée .
Pour expliquer les expériences de hors-corps, la conception physico-chimique de la conscience rend toute explication par recoupement de témoignages impossible. En revanche, la conception d’une conscience plus large — non assujettie au cerveau et dite « non locale » — rend les études et tentatives d’explication possibles.

## Recherches scientifiques
Les psychologues Susan Blackmore et Stephen Laberge, spécialisés dans l'étude des rêves lucides, ont consacré une large part de leurs travaux à l’analyse d’expériences de hors-corps et d'EMI (qui ne sont pas à confondre) :  « S’ils sont partis de postulats différents, leurs conclusions sont peu ou prou les mêmes. Une expérience de hors-corps se produit lorsque dans un état de conscience, la perception sensorielle du sujet est inhibée. Le cerveau n’étant plus renseigné sur son environnement par le biais des cinq sens, il aura tendance à recréer de mémoire un modèle de représentation connu : un corps et un lieu. [...] On sait, par exemple, que la perception de l’attraction terrestre est un des éléments permettant  de  se  situer dans l’espace, notamment pendant le sommeil. La perte de cette information est à l’origine des sensations de « flottement » et de « sortie hors du corps ».
En 2002 un article de la revue Nature donne les premiers pas de la recherche d'un point de vue neurophysiologique : il est possible d’induire une expérience de hors-corps par stimulation électrique du gyrus angulaire.

### Approche neuropsychologique
Selon Braithwaite et al., la conscience de soi résulte d'une intégration multisensorielle réussie. Ainsi, des ruptures dans l'intégration de ces informations multisensorielles provoquent des troubles de la propriété du corps (expérience corporelle atypique). Parmi ces expériences corporelles atypiques, il y a l'expérience de sortie de corps. Les expériences de sortie de corps peuvent se produire chez des personnes atteintes de troubles neurologiques, psychopathologiques ou chez des sujets sains.
En 2011, des équipes de chercheurs ont réussi à démontrer qu’un dysfonctionnement du traitement du soi corporel et du soi dans l’espace et la perspective étaient liés au phénomène de sortie de corps. (Braithwaite & Dente (2011) ; Braithwaite & al. (2011)).
Diverses zones cérébrales sont mises en évidence au fil des recherches. On constate l’activation du gyrus angulaire, la jonction temporo-pariétale, le gyrus insulaire (ou gyrus de l'insula) postérieur (Blanke & al. 2004) mais aussi le gyrus supramarginal, le cortex temporal supérieur et le précunéus et d’une région partant du thalamus postérieur jusqu’au vernis supérieur cérébelleux (Raider & al. 2007).
En plus de zones cérébrales, diverses études ont aussi montré l’importance de la position du corps (Braithwaite & Dente 2011 ; Braithwaite & al. 2011 ; Blanke & al. 2004). Dès 2004, Blanke et son équipe ont en effet montré un lien significatif entre la position du corps et le phénomène de sortie de corps en démontrant que 75 % des patients réalisant une expérience de hors-corps étaient allongés alors que les patients assis ou debout réalisaient plutôt des autoscopies. Ces différentes études tendent donc a proposer une conception de la sortie de corps comme un trouble de l’intégration sensorielle et somesthésique.

### Kétamine et sortie de corps
Sous l’effet de la kétamine, les patients rapportent souvent faire des expériences de sortie de corps. Cette substance va perturber l’intégration du soi-physique ce qui cause la sensation d’être décorporé et les conséquences visuelles (phénomène d’autoscopie extra-corporelle).
L’équipe de Wilkins (2011) a rapporté que dans le cas de consommation de kétamine, 91 % des sujets ont eu une expérience de mouvement illusoire, 83 % ont eu au moins une sensation de hors corps et 48 % ont eu une expérience autoscopique de hors corps. Leur étude rapporte aussi que l’âge précoce de la première exposition à la kétamine et la fréquence d’exposition augmente le risque d’expérience corporelle atypique (expérience de sortie de corps complète ou non). 
Dans « Ketamine as a primary predictor of out-of-body experiences associated with multiple substance use », Wilkins et son équipe ont réussi à montrer que la kétamine est la substance la plus à risque de provoquer ces expériences de sortie de corps et la seule à produire une sensation de mouvement vestibulaire associé à la sortie de corps. Ici encore on constate que la recherche va dans le sens d’un trouble somesthésique plutôt que vers le concept d’âme sortant d’un corps matériel.

### Simulation de sortie de corps
On a réussi à simuler une sortie de corps en stimulant via des électrodes la jonction temporo-pariétale droite (Ridder & al (2007)). Dès 2002 Blanke & al. ont réussi à provoquer une sortie de corps en stimulant à de nombreuses reprises le gyrus angulaire droit d’une patiente épileptique.
Par la suite, Blanke a continué à travailler sur les OBE pour publier en 2004 un article portant sur 6 patients. Bien que les vécus de l’expérience diffèrent selon les patients, il y a des points communs tels que la place de l’émotion (peur, joie, curiosité), une altération rapide de la conscience (sauf chez le patient 3). 
Par la suite, d’autres approches ont été utilisées pour induire des sortie de corps. En 2007, des sorties de corps ont été simulées via la réalité virtuelle (Blanke & al. 2007).  Les auteurs rapportent que les patients se sentaient identifiés aux faux corps ce qui implique que la conscience de soi ou de son corps peut être distinguée de la position physique du corps. Les patients rapportaient aussi ne pas se sentir désincarnés ou surincarnés dans cette expérience ce qui suggère que la perturbation de l’intégration visuo-sensorielle n’est pas suffisante pour induire une OBE même si l’attribution du corps et sa localisation repose en partie sur l’intégration visuo-somatosensorielle. « Nos résultats montrent que les humains font systématiquement l’expérience d’un corps virtuel comme s’il était le leur lorsqu’il est présenté visuellement dans leur espace extrapersonnel antérieur et qu’il est caressé de manière synchrone ». (Blanke & al.  2007).
Braithwaite & al. (2017) ont montré, grâce à l'illusion de la main en caoutchouc, que les sujets OBE ont signalé significativement plus de perceptions anormales et d’illusions d’incarnation dans la condition asynchrone. Dans le groupe contrôle, les sujets avaient plus tendance à rejeter les éléments incohérents dans la condition asynchrone. Cette méthode a permis de simuler certains aspects de l’expérience de sortie de corps en perturbant l’intégration des informations multisensorielles. Cette méthode fonctionne très bien car la vision prime sur les autres sens en cas de conflit sensoriel, même si la vision est incohérente.

## Critiques
Selon certaines recherches du domaine scientifique l'expérience de sortie hors du corps est une hallucination causée par nombre de facteurs psychologiques et neurologiques,,.